# Akustisches Tracking
Akustisches Tracking (auch: Ultraschall-Tracking) ist ein Verfahren zur Ortung eines Objektes und wird beispielsweise in der Medizintechnik für Anwendungen der Virtuellen Realität eingesetzt. Dabei emittiert ein Sender ein Ultraschall-Signal, das von mehreren (mindestens drei) Empfängern, die an verschiedenen Orten positioniert sind, registriert wird. Aus den unterschiedlichen Laufzeiten des Signals lässt sich Position und gegebenenfalls auch die Orientierung des Senders über Triangulation ermitteln. So ist es möglich, beispielsweise die Position einer Strahlenquelle oder von chirurgischen Instrumenten im Körper zu erfassen und zu korrigieren.